# Heinrich Alfes
Heinrich Alfes (* 1821 in Emtinghausen; † 1907 in Bremen) war der Gründer der Straßenbahn Bremerhaven und der Nürnberg-Fürther Straßenbahn-Gesellschaft.
1879 erhielt Alfes eine Konzession für eine Pferdebahn zwischen Lehe und Geestemünde und gründete gemeinsam mit dem Bremer Rechtsanwalt Wilkens und dem Bankier Loose die Bremerhavener Straßenbahn Actiengesellschaft.
Am 12. April 1881 erteilte der Magistrat der Stadt Nürnberg dem Bremer Kaufmann Heinrich Alfes eine auf 40 Jahre lautende Konzession für den Bau und Betrieb einer Pferdebahn in Nürnberg und Fürth.
Diese führte zur Gründung der Nürnberg-Fürther Straßenbahn-Gesellschaft, die eine Pferdebahn durch die Fürther Straße zum Fürther Obstmarkt einrichtet.
In Nürnberg wurde die Heinrich-Alfes-Straße nach dem Gründer des Nürnberger Nahverkehrs benannt. Der Betriebshof der Straßenbahn Nürnberg liegt seit 2003 in dieser Straße.